# JACバトルマスター
JACバトルマスターは、1985年にJACから発売された日本初のフルオートガスガンである。
製品記号から「BM-I」とも呼称される。

## 特徴
後に数多くの著名なトイガンを開発・発売するアサヒファイアーアームズが開発し、JACが販売した、BB弾の連射にフロンガスを用いるBV式ガスガンとしては日本で初めて発売された製品である。
実在するブルパップ式カービンであるブッシュマスター アームピストル(Bushmaster Arm Pistol)(英語版)をモデルに、機関部を短縮したデザインとし、ねじ込み式の30連チューブマガジン、ガスボンベ直結式としたフロンガス使用のエアガン（ガスガン）である。
“フロンガスを利用してプラスチック製の弾丸をフルオート射撃できる”というトイガンとしては日本で初めて発売されたもので、実在の銃をモデルとした、とはされているものの、ピストル型グリップをもつレシーバーの後端に下方斜めにガスボンベを直結し（別売オプションのブースターキットを使用すればホースを介した接続としてボンベを分離することができた）、レシーバー後方にチューブ式の弾倉（外観としてはただの“黒い棒”である）が突き出している、というそのデザインは、銃というよりはスプレーガンもしくはエアブラシに近いものであった。
その独特の形状からリアル志向のトイガンマニアには評判は芳しくなく、また、実射性能も特に高いものでもなく、直結式のガスボンベはかさばるもので、ねじ込み式チューブマガジンの交換には手間と時間を要するなど、サバイバルゲーム用のトイガンとしても使い勝手の悪いものであったが、「BB弾をフルオートで大量に発射することができる」（エアソフトガンの世界で言うところの「大火力である」）という優位性は大きく、サバイバルゲームのメイン装備として1985年初旬の発売直後から人気を博した。
しかし、定価は38,800円と高額である割に外装を含めほぼすべての部品はABS樹脂製であり、フロンガスに触れる内部部品も同様にABS樹脂製であったため、屋外で荒く使うには不向きであり、フロンガスの気化に伴う過冷によって内部部品が壊れやすいという欠点を抱えていた。また、この当時はBB弾も後の時代ほど大量に生産されておらず、1発あたりの価格がかなり割高な存在で、それを屋外で連射という形で大量消費することはコストの面で負担が大きいものだった。発射に用いるガスとそれを内蔵したガスボンベもガスガン専用のものがまだ存在していなかったため、高価な模型用（エアブラシ用）の製品を使用しなければならなかった。
BM-Iは生産時期によって仕様が異なっており、明記されていないが複数のバリエーションがある。また、当時の雑誌広告では基本モデルの他に銃身が長いロングバレルモデルがあったが、後者は少数販売に留まり、実際にどの程度販売されたかは不明である。
JAC バトルマスターはそれ単体では問題も多い製品ではあったが、その後に続く日本のトイガン、特にフロンガス式フルオートガスガンの祖として貴重な存在となった。

## 関連製品
BM-Iが発売された1985年の8月末には、OEM生産を担当していたアサヒファイアーアームズがBM-Iに続いて開発した『BM-II（スターリング L2A3）』が同じくJACより発売された。BM-IIでは内部部品は真鍮製ユニットとなり、マガジンも実際の銃のものと同じ箱型の着脱式に変更された。また、値段も安く抑えられ、定価19,800円（発売当時価格）と半額に近いものになった。
また、JACよりは本銃のモデルとされたブッシュマスター アームピストルが『ブッシュマスター』の商品名で1987年に発売されている。
なお、“バトルマスター(BM-*)”の名称は以後にJACが発売したBV式ガスガンの商品名および製品記号として継続して使用されており、上述の『BM-II（スターリング L2A3）』に続き第3弾として『BM-III グリースガン M3A1』が発売され、以降も
- BM-4 UZI SMG ※1986年発売
- BM-5 FAL L1A1 ※1988年発売
- BM-6 AR-18 ※1987年発売
- BM-7 ブッシュマスター ※1987年発売
- BM-8 イングラム MAC10 ※1988年発売
- BM-9 M16A1 ※1989年発売

として発売されているが、BM-II よりは実在の銃をモデル化しているために固有の名称がある上、第4弾のUZI SMG以降は"BM-*"の製品記号はパッケージ等には記載されなくなり、また必ずしも発表順（ナンバリング順）に発売されていないこともあって、初代バトルマスターとBM-II以外が「バトルマスター」もしくは「BM-*」の名で呼ばれることは稀である。